# Charles Martel (1893)
«Шарль Мартель» — лінкор французького флоту, пре-дредноутів, побудований у 1890-х роках. Завершений у 1897 році, він був представником групи з п’яти подібних основних кораблів, замовлених як частина французької відповіді на велику програму будівництва британських військово-морських сил, зокрема будівництво пре-дредноутів типу «Ройял Соверен». П'ять кораблів були побудовані за тими ж основними тактико-технічними параметрами проекту, хоча суднобудівникам кожного з них було дозволено відхилятися один від одного в інших деталях. Як і решта квазі-однотипних кораблів, він був озброєний основною батареєю з двох 305 мм. та двох 274 мм. гармат, розвивав максимальну швидкість до 18 вузлів.
«Шарль Мартель» провів основний час своєї операційної діяльності  у складі Середземноморської ескадрі, спочатку діючій, а потім резервній її частині. Він регулярно брав участь у маневрах флоту, а на навчаннях 1901 року підводний човен Gustave Zédé вразив його навчальною торпедою. «Шарль Мартель» провів лише п'ять років у діючій ескадрі, оскільки швидко морально застарів у період швидкого розвитку військово-морських технологій. 1902–1914 роки корабель провів в основному в резерві, а на початку 1914 року військово-морський флот зняв судно з експлуатації, перетворивши на плавучу казарму. Після початку Першої світової війни у серпні ккорабельні гармати зняли для використання на фронті, і колишній броненосець певний час використовувався як плавуча в'язниця. «Шарль Мартель» був виключений зі списків флоту у 1919 році і проданий на металобрухт наступного року.